# Timoféievka (Primórie)
|  | Per a altres significats, vegeu «Timoféievka». |

Timoféievka (en rus: Тимофеевка) és un poble (un possiólok) del krai de Primórie, a l'Extrem Orient de Rússia, que en el cens del 2010 tenia 260 habitants.